# Козлова, Светлана Владимировна
Светлана Владимировна Козлова (21 февраля 1933 года, Москва — 17 марта 1997 года, там же) — поэт, переводчик, журналист.

## Биография
Козлова Светлана Владимировна родилась 21 февраля 1933 года в городе Москве в семье генерала дворянского происхождения. Окончила факультет журналистики Московского государственного университета им. М. Ломоносова. Училась и одновременно работала внештатным корреспондентом в московских газетах. В Туву она прибыла после окончания МГУ вместе с мужем, А. Ф. Емельяновым по распределению. Трудовую деятельность начала журналистом газеты « Молодежь Тувы», затем была переведена на должность инструктора горкома ВЛКСМ. В 1963—1965 гг. работала литсотрудником в межрайонной газете «За коммунистический труд», затем — заведующей отделом культуры, корреспондентом газеты «тувинская правда», затем — заведующей отделом культуры. Была председателем Кызылской городской комиссии содействия Советскому фонду мира, членом Президиума Тувинской организации общества любителей книги, членом Союза журналистов СССР, Союза писателей СССР(1966).

### Память
Её именем в 2013 году назвали одну из улиц Кызыла.

## Творчество
Стихи начала писать в средней школе. Участвовала в занятиях литературного объединения студентов и строителей «Высотник». Первая книга стихов «Камнерез» вышла в 1962 году, в последующие годы вышли сборники стихов «Работяги», «Красные дороги», «Просвет за лесом», «Преодоление», «Я слышу гром», сборник очерков «В пути». На тувинском языке изданы её книги «Аъттыг шеригжи кыс» (Кавалерист-девица), «Ийи ава» (Две матери). Стихи печатались на страницах журналов «Знамя», «Сибирские огни», газет «Комсомольская правда», «Литература и жизнь».
Основная тема С. Козловой — дитя и мать, жизнь и любовь. Большинство стихов написано от имени матери. В свое время она руководила литобъединением «Исток» для русскоязычных молодых поэтов города. Внесла большой вклад в воспитание молодой литературной смены. Из «Истока» вышли такие известные поэты, как Г. Принцева, Э. Цаллагова, В.Кан-оол, Б. Прудников, В. Тутатчиков, Л.Санчай и др. Редактировала и выпускала сборники начинающих поэтов. Перевела на русский язык произведения устного народного творчества тувинского народа и тувинских писателей: С. Сарыг-оола, С. Пюрбю, В.Кок-оола, Ю.Кюнзегеша, М.Кенин-Лопсана, М. Ховалыга и др.
Умерла 17 марта 1997 года в Москве.

## Награды и звания
- медаль и орден материнства СССР «Материнская слава» I степени
- Заслуженный работник культуры Тувинской АССР
- лауреат премии комсомола Тувы (1978)
- внесена в книгу "Заслуженные люди Тувы XX века (2004)

## Основные публикации
- Камнерез: стихи, 1962
- Работяга: стихи, 1966
- Красные дороги: стихи, повести в стихах , 1972
- Просвет за лесом: стихи, 1976
- Слышу гром: стихи, 1976
- Сила преодоления: стихи, поэма, баллады, 1982
- Земля моей любви: стихи, 2003
- В пути: очерки, 1962
- Кавалерист-девица: стихи, поэмы, 1980
- Две матери: стихи, поэмы1993